# Paasonjärvi
Paasonjärvi är en sjö i Finland. Den ligger i kommunen Ranua i landskapet Lappland, i den norra delen av landet, 700 km norr om huvudstaden Helsingfors. Paasonjärvi ligger 206 meter över havet. Arean är 18,4 hektar och strandlinjen är 4,38 kilometer lång. Sjön  ingår i Simo älvs huvudavrinningsområde. 